# Homocitrate synthase
L'homocytrate synthase est une acyltransférase qui catalyse la réaction :
acétyl-CoA + H2O + α-cétoglutarate  {\displaystyle \rightleftharpoons }  (R)-2-hydroxybutane-1,2,4-tricarboxylate + CoA.
Cette enzyme intervient dans la biosynthèse de la lysine dans le métabolisme du pyruvate.